# Eastbrook
Eastbrook – miasto w Stanach Zjednoczonych, w stanie Maine, w hrabstwie Hancock.